# M110 (снайперская винтовка)
7,62-мм снайперская винтовка M110 (Rifle, 7.62 mm : Semi-Automatic Sniper System (SASS) — M110) — снайперская винтовка США.

## История
В сентябре 2005 года разработанная компанией Knight’s Armament Company на основе Мк.11 Mod.0 снайперская винтовка M110 SASS была одобрена в качестве дополнения и замены снайперской винтовки M24 в армии США.
В 2007 году продолжались испытания винтовок. Первое боевое применение винтовок М110 армией США имело место в апреле 2008 года в войне в Афганистане.

## Характеристики
Требования к новой армейской винтовке были сформулированы центром исследований, развития и проектирования стрелкового оружия армии США (US Army Armaments Research, Development & Engineering Center) и заключались в следующем:
- эффективное поражение живой силы противника на дистанции до 1000 м;
- возможность использования патронов M118LR и М993 АР (бронебойный);
- вероятность нормального функционирования без EFFs (Essential Function Failures — критические отказы, неустранимые силами стрелка) при отстреле 300 патронов в обычных условиях с дневным оптическим прицелом — не менее 90 % (98 % оптимально);
- вероятность нормального функционирования без EFFs при отстреле 100 патронов в боевых условиях с дневным оптическим прицелом — не менее 90 % (98 % оптимально).

По состоянию на сегодняшний день известно, что на модель М110 из войск поступали следующие жалобы:
1. Ненадёжность оружия
2. Плохое снабжение запчастями
3. Проблемы запирания
4. Плохой контроль качества
5. Недостаточная точность
6. Низкая долговечность

Сообщалось также, что часть винтовок разбиралась для пополнения запчастями остальных винтовок. Ствол, по заверению пользователей, недостаточно стоек, по отстрелу 500 выстрелов наблюдались проблемы с точностью, что приводило к замене ствола.
Тем не менее, по заверению американских военных, в настоящий момент данные проблемы устранены.

## Конструкция и комплектация
Основные отличия от более ранней винтовки Мк11 mod.0:
- ударно-спусковой механизм с двухстадийным спуском (Two Stage Trigger), положительным образом сказывающийся на точности стрельбы и делающий спуск одновременно достаточно быстрым с предсказуемым моментом выстрела;
- покрытие защитного песочного цвета;
- цевьё типа URX с рельсовыми направляющими и размещённым внутри теплозащитным кожухом ствола;
- откидная мушка интегрирована в конструкцию верхнего сегмента направляющей М1913 на цевье;
- регулируемый по длине приклад;
- две дополнительные антабки на прикладе;
- канал в рукоятке заряжания для отвода остаточных пороховых газов в сторону от лица стрелка при использовании глушителя;
- кронштейн монолитного типа для крепления оптического прицела.

M110 оснащается оптическим прицелом ХМ151 (Leupold Mark 4 3.5-10X LR/T), имеющим переменную кратность увеличения 3.5-10Х и прицельную сетку типа Mil-Dot. Возможно использование ночного прицела AN/PVS-17, при этом дневной не демонтируется, а ночной устанавливается перед ним. Винтовка использует газоотводную автоматику с отводом пороховых газов в тело затворной рамы (система Стоунера).
В комплект оружия входят: сама винтовка, дневной оптический и ночной прицелы, сошки, принадлежность для чистки и инструменты для обслуживания, пять магазинов на 20 патронов, подсумки для магазинов, ружейный ремень, глушитель, руководство по эксплуатации, кейс для дополнительного оборудования и принадлежности, коврик-мат HSRC (Hybrid Shooting Mat and Rifle Case) для оборудования снайперской позиции (являющийся одновременно чехлом для переноски), мягкий ружейный и походный защитный чехлы и транспортный кейс (в котором размещаются все остальные составляющие комплекта).

## Страны-эксплуатанты
- Сингапур — партия М110 поступила на вооружение вооружённых сил Сингапура[1]
- США[1]. В 2016 году от М110 отказалась армия США, а сейчас замену ей ищут морские пехотинцы и армейские подразделения спецназа.